# بيرت تورنر
بيرت تورنر (بالإنجليزية: Albert Turner)‏ (3 سبتمبر 1907 بشفيلد في المملكة المتحدة - 1 يناير 1959) هو لاعب كرة قدم بريطاني (وحمل سابقاً جنسية المملكة المتحدة لبريطانيا العظمى وأيرلندا) في مركز جناح ‏. لعب مع كارديف سيتي ونادي بريستول روفيرز ونادي دونكاستر روفرز ونادي والسول وهال سيتي.